# 鱼螈科
鱼螈科是蚓螈目的一科两栖动物，目前确认有50种。

## 下级属
- 鱼螈属（Ichthyophis） Kou and Xing, 1983
- Uraeotyphlus W. Peters, 1879